# 保罗·兰德
保罗·兰德（英語：Paul Rand，1914年8月15日—1996年11月26日）是一名美国平面设计师，设计过很多知名企业的标志，如IBM、UPS、安然公司、西屋公司、美国广播公司（ABC）和NeXT等。他是美国最早的国际主义设计风格設計師之一。

美国广播公司标志
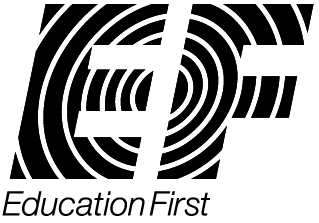
英孚教育标志
安然公司标志
IBM 标志
NeXT 标志
西屋公司标志

兰德自1956年到1985年任耶鲁大学的图形设计教授。并于1972年入选纽约艺术导演俱乐部名人堂。